# Remposian
Els Remposian van ser una família de nakharark d'Armènia que va existir probablement fins al segle vii.
L'any 451, a la rebel·lió nacional anomenada Revolta d'Ingilena, Nershapuh Remposian, s'encarregava de defensar el sud-est (districtes d'Her, Zaravand i Zarehavan o Salmas), és a dir, la zona nord-oest del llac Urmia.